# NGC 4485
NGC 4485 é uma galáxia irregular (IBm/P) localizada na direcção da constelação de Canes Venatici. Possui uma declinação de +41° 42' 03" e uma ascensão recta de 12 horas, 30 minutos e 31,3 segundos.
A galáxia NGC 4485 foi descoberta em 14 de Janeiro de 1788 por William Herschel.